# Resolutie 40/61 Algemene Vergadering Verenigde Naties
Resolutie 40/61 van de Algemene Vergadering van de Verenigde Naties werd op 9 december 1985 bij consensus aangenomen door de Algemene Vergadering van de Verenigde Naties. De resolutie is getiteld Maatregelen om internationaal terrorisme dat onschuldige mensenlevens in gevaar brengt of kost of de fundamentele vrijheden in het gedrang brengt te voorkomen, en de oorzaken die aan de basis van dit soort terrorisme en geweld liggen en te maken hebben met miserie, frustratie, grieven en wanhoop die mensen ertoe drijven mensenlevens, waaronder dat van zichzelf, op te offeren om radicale veranderingen teweeg te brengen te onderzoeken, en vroeg landen maatregelen te nemen tegen terrorisme en de situaties die de aanleiding van terrorisme vormden.

## Achtergrond
In 1985 was het aantal terreurincidenten sterk gestegen, en er waren meer toevallige slachtoffers bij gevallen. In totaal werden 782 aanslagen geteld in 84 landen, of een derde meer dan het jaar voordien. Daarbij waren meer dan 800 doden en meer dan 1200 gewonden gevallen, waarvan 479 toevallige passanten tegenover 280 in 1984. 6 op de 10 incidenten had te maken met het Midden-Oosten. In die regio werden ook voor het eerst meer aanslagen gepleegd dan in West-Europa. West-Europese terroristen probeerden slachtoffers te vermijden, terwijl die uit het Midden-Oosten er net zoveel mogelijk wilden maken. Het merendeel van de 357 aanslagen in het Midden-Oosten was gepleegd in Israël en de door dat land bezette gebieden.
Er waren meer brandstichtingen, bomaanslagen en ontvoeringen geteld. Ook waren meer aanslagen tegen Amerikanen gepleegd. Bijna de helft daarvan vond plaats in Latijns-Amerika en een derde in West-Europa. 13 van de 17 aanslagen tegen de VS in het Midden-Oosten waren in Libanon geweest. Een op de acht aanslagen leek te zijn gesteund door een land. In negen op de tien van die gevallen was dat een Arabisch land, met Libië, Syrië en Iran op kop.
Kolonialisme, racistische regimes en bezetting door een ander land werden als mogelijke aanleidingen voor terrorisme beschouwd. Al vanaf de jaren 1960 stelde de VN verdragen op tegen terrorisme, maar de tegengestelde belangen van de grootmachten, allerlei onafhankelijkheidsbewegingen en de Palestijnse Kwestie maakten dat die niet wereldwijd aanvaard raakten. Voor de aanslagen op 11 september 2001 hadden enkel het Verenigd Koninkrijk en Botswana alle twaalf verdragen die toen bestonden geratificeerd. Pas na de voornoemde aanslagen kwam dit in een stroomversnelling.

## Inhoud
Een aantal bestaande verdragen met betrekking tot internationaal terrorisme werden in herinnering gebracht. Zo het Verdrag inzake strafbare feiten en bepaalde andere handelingen begaan aan boord van luchtvaartuigen uit 1963, het Verdrag tot bestrijding van het wederrechtelijk in zijn macht brengen van luchtvaartuigen uit 1970, het Verdrag tot bestrijding van wederrechtelijke gedragingen gericht tegen de veiligheid van de burgerluchtvaart uit 1971, het Verdrag ter voorkoming en bestraffing van misdaden tegen internationaal beschermde personen, waaronder diplomaten uit 1973 en het Internationaal verdrag tegen het nemen van gijzelaars uit 1979.
Men was diep bezorgd over de wereldwijde escalatie van terrorisme. Er werden steeds meer terreurdaden gepleegd die wogen op internationale betrekkingen, waardoor de territoriale integriteit en veiligheid van landen in gevaar kwam. Het was belangrijk dat landen samenwerkten om terrorisme en de onderliggende oorzaken ervan uit te roeien. Men bevestigde wel het zelfbeschikkingsrecht van volken die onder een koloniaal of racistisch regime leefden, en erkende de legitimiteit van hun strijd tegen dat regime, voor zover dat te rijmen was met de principes van het Handvest van de Verenigde Naties.
Alle landen werden gevraagd te overwegen partij te worden van de verdragen met betrekking op terrorisme. Ook zouden ze zelf maatregelen moeten nemen om terrorisme spoedig uit te roeien, zoals hun wetgeving afstemmen op de verdragen en voorkomen dat terreurdaden tegen andere landen werden voorbereid op hun grondgebied. Er werd ook op aangedrongen dat ze nauwer zouden samenwerken door informatie uit te wisselen en in verband met het uitleveren en berechten van terroristen. Ook werd gevraagd dat ze alleen of samen iets zouden doen tegen kolonialisme, racisme, schendingen van mensenrechten en vrijheden en bezetting van gebieden die aanleiding konden geven tot terrorisme.
Lijst ·  40/1 ·  40/2 ·  40/3 ·  40/4 ·  40/5 ·  40/6 ·  40/7 ·  40/8 ·  40/9 ·  40/10 ·  40/11 ·  40/12 ·  40/13 ·  40/14 ·  40/15 ·  40/16 ·  40/17 ·  40/18 ·  40/19 ·  40/20 ·  40/21 ·  40/22 ·  40/23 ·  40/24 ·  40/25 ·  40/26 ·  40/27 ·  40/28 ·  40/29 ·  40/30 ·  40/31 ·  40/32 ·  40/33 ·  40/34 ·  40/35 ·  40/36 ·  40/37 ·  40/38 ·  40/39 ·  40/40 ·  40/41 ·  40/42 ·  40/43 ·  40/44 ·  40/45 ·  40/46 ·  40/47 ·  40/48 ·  40/49 ·  40/50 ·  40/51 ·  40/52 ·  40/53 ·  40/54 ·  40/55 ·  40/56 ·  40/57 ·  40/58 ·  40/59 ·  40/60 ·  40/61 ·  40/62 ·  40/63 ·  40/64 ·  40/65 ·  40/66 ·  40/67 ·  40/68 ·  40/69 ·  40/70 ·  40/71 ·  40/72 ·  40/73 ·  40/74 ·  40/75 ·  40/76 ·  40/77 ·  40/78 ·  40/79 ·  40/80 ·  40/81 ·  40/82 ·  40/83 ·  40/84 ·  40/85 ·  40/86 ·  40/87 ·  40/88 ·  40/89 ·  40/90 ·  40/91 ·  40/92 ·  40/93 ·  40/94 ·  40/95 ·  40/96 ·  40/97 ·  40/98 ·  40/99 ·  40/100 ·  40/101 ·  40/102 ·  40/103 ·  40/104 ·  40/105 ·  40/106 ·  40/107 ·  40/108 ·  40/109 ·  40/110 ·  40/111 ·  40/112 ·  40/113 ·  40/114 ·  40/115 ·  40/116 ·  40/117 ·  40/118 ·  40/119 ·  40/120 ·  40/121 ·  40/122 ·  40/123 ·  40/124 ·  40/125 ·  40/126 ·  40/127 ·  40/128 ·  40/129 ·  40/130 ·  40/131 ·  40/132 ·  40/133 ·  40/134 ·  40/135 ·  40/136 ·  40/137 ·  40/138 ·  40/139 ·  40/140 ·  40/141 ·  40/142 ·  40/143 ·  40/144 ·  40/145 ·  40/146 ·  40/147 ·  40/148 ·  40/149 ·  40/150 ·  40/151 ·  40/152 ·  40/153 ·  40/154 ·  40/155 ·  40/156 ·  40/157 ·  40/158 ·  40/159 ·  40/160 ·  40/161 ·  40/162 ·  40/163 ·  40/164 ·  40/165 ·  40/166 ·  40/167 ·  40/168 ·  40/169 ·  40/170 ·  40/171 ·  40/172 ·  40/173 ·  40/174 ·  40/175 ·  40/176 ·  40/177 ·  40/178 ·  40/179 ·  40/180 ·  40/181 ·  40/182 ·  40/183 ·  40/184 ·  40/185 ·  40/186 ·  40/187 ·  40/188 ·  40/189 ·  40/190 ·  40/191 ·  40/192 ·  40/193 ·  40/194 ·  40/195 ·  40/196 ·  40/197 ·  40/198 ·  40/199 ·  40/200 ·  40/201 ·  40/202 ·  40/203 ·  40/204 ·  40/205 ·  40/206 ·  40/207 ·  40/208 ·  40/209 ·  40/210 ·  40/211 ·  40/212 ·  40/213 ·  40/214 ·  40/215 ·  40/216 ·  40/217 ·  40/218 ·  40/219 ·  40/220 ·  40/221 ·  40/222 ·  40/223 ·  40/224 ·  40/225 ·  40/226 ·  40/227 ·  40/228 ·  40/229 ·  40/230 ·  40/231 ·  40/232 ·  40/233 ·  40/234 ·  40/235 ·  40/236 ·  40/237 ·  40/238 ·  40/239 ·  40/240 ·  40/241 ·  40/242 ·  40/243 ·  40/244 ·  40/245 ·  40/246 ·  40/247 ·  40/248 ·  40/249 ·  40/250 ·  40/251 ·  40/252 ·  40/253 ·  40/254 ·  40/255 ·  40/256 ·  40/257 ·  40/258 ·  40/259